# Метамерія (колір)
Метамерія — властивість зору, за якої колір різного спектрального складу може викликати відчуття однакового кольору. У вужчому сенсі, метамерією називають явище, кола два предмети сприймаються забарвленими однаково під одним джерелом освітлення, але втрачають подібність за інших умов освітлення (з іншими спектральними характеристиками випромінюваного світла).

## Фізіологічні причини метамерії

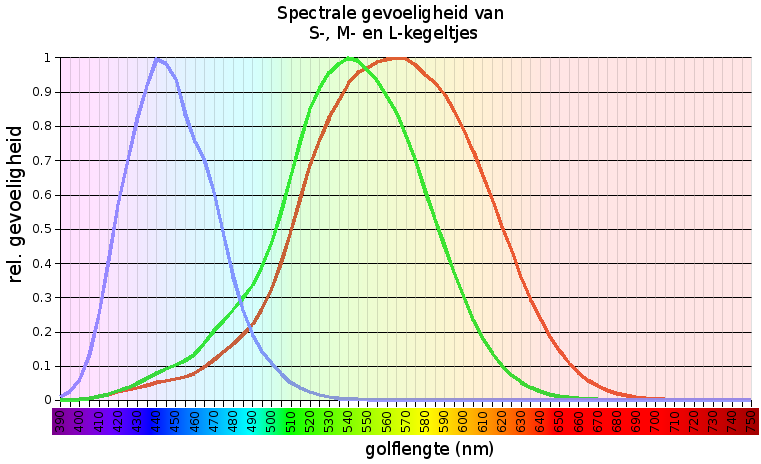
Чутливість трьох типів колірних рецепторів

Фізіологічно метамерія зору базується на будові периферійного відділу зорового аналізатора. У хребетних цю функцію виконує сітківка, в якій за сприйняття кольору відповідають особливі фоторецепторні клітини — колбочки. Колбочки є сенсорними нейронами, в мембранних дисках яких містяться світлочутливі пігменти — опсини.
Вищі примати (вузьконосі та частково широконосі мавпи), зокрема і люди, мають три типи колбочок; світлочутливі пігменти в цих колбочках здатні сприймати колір переважно у фіолетово-синій, зелено-жовтій і жовто-червоній частинах спектра. Діапазони чутливості цих трьох типів колбочок частково перекриваються. Від колбочки до головного мозку надходить сигнал, що кодує інтегральне значення інтенсивності світлового випромінювання у відповідній частині спектра. Таким чином, людський колірний зір є тристимульним аналізатором: характеристики кольору виражаються лише у трьох значеннях. Якщо колір із різним спектральним складом чинить на колбочки однакову інтегральну дію, відповідні кольори сприймаються як однакові.
У переважної більшості ссавців зір є двокомпонентним (є лише два різновиди опсинів). Так, європейська руда нориця розрізняє лише червоний і жовтий кольори, а в опосума, лісового тхора та деяких інших видів колірний зір взагалі не виявлений. Птахи ж мають чотирикомпонентний колірний зір, і хижі птахи бачать сліди гризунів на стежинках до нір завдяки ультрафіолетовій люмінесценції компонентів їхньої сечі.

## Прояви метамерії
Явище метамерії допускає простий кількісний опис, якщо скористатися математичним описом кольору — наприклад, в рамках колірного простору CIE XYZ. У цій колірній моделі кожному випромінюванню зі спектральною густиною розподілу потужності {\displaystyle P(\lambda )} відповідає три координати кольору {\displaystyle x',} {\displaystyle y',} {\displaystyle z',}, що обчислюються за формулами:
{\displaystyle x'\;=\;\int P(\lambda )\,{\overline {x}}(\lambda )\,{\rm {d}}\lambda \,,\;\;y'\;=\;\int P(\lambda )\,{\overline {y}}(\lambda )\,{\rm {d}}\lambda \,,\;\;z'\;=\;\int P(\lambda )\,{\overline {z}}(\lambda )\,{\rm {d}}\lambda \,,}
де {\displaystyle \lambda } — довжина хвилі, {\displaystyle {\overline {x}}(\lambda ),} {\displaystyle {\overline {y}}(\lambda ),} {\displaystyle {\overline {z}}(\lambda )} — ординати кривих додавання в системі CIE XYZ, а інтеграл береться по спектральному діапазону видимого випромінювання.
Оскільки кольори, що відповідають двом метамерним випромінюванням із спектральними густинами розподілу потужності {\displaystyle P_{1}(\lambda )} і {\displaystyle P_{2}(\lambda ),} рівні, то повинні попарно бути рівними і відповідні значення координат кольору. Отже, необхідною і достатньою умовою метамерності є виконання трьох рівностей:
{\displaystyle \int P_{1}(\lambda )\,{\overline {x}}(\lambda )\,{\rm {d}}\lambda \;=\;\int P_{2}(\lambda )\,{\overline {x}}(\lambda )\,{\rm {d}}\lambda \,,}
{\displaystyle \int P_{1}(\lambda )\,{\overline {y}}(\lambda )\,{\rm {d}}\lambda \;=\;\int P_{2}(\lambda )\,{\overline {y}}(\lambda )\,{\rm {d}}\lambda \,,}
{\displaystyle \int P_{1}(\lambda )\,{\overline {z}}(\lambda )\,{\rm {d}}\lambda \;=\;\int P_{2}(\lambda )\,{\overline {z}}(\lambda )\,{\rm {d}}\lambda \,.}
Різниця спектральних густин {\displaystyle P_{1}(\lambda )} і {\displaystyle P_{2}(\lambda )} може бути пов'язана із застосуванням випромінювань двох різних джерел, а у випадку несамосвітних об'єктів — також і відмінністю у відбивальних властивостях об'єктів. Тому причиною метамерії можуть бути як відмінності в спектральному складі випромінювання джерел, так і відмінності в оптичних властивостях освітлюваних об'єктів.
Через перераховані причини колір предмета може змінитися при зміні освітлення. Наприклад, якщо підбирати до сукні за її кольором який-небудь аксесуар при люмінесцентному освітленні в магазині, то при виході з магазину на сонячну вулицю можна зіткнутися з явною невідповідністю кольорів. Яскраво-червоні кольори у світлі люмінесцентних ламп часто виглядають близькими до бордового. При цьому властивість адаптивності колірного зору не може компенсувати різниці.
У випадку освітлення предмета монохроматичним джерелом світла (наприклад, лазером) або розглядаючи його через світлофільтр з вузькою смугою пропускання, предмет може взагалі втратити колірний тон.
Якщо освітлення виконується двома доповняльними монохроматичними кольорами (наприклад, оранжевим і синім), змішаними в пропорції, що викликає відчуття білого кольору, то будь-які барви, крім флуоресцентних, будуть виглядати або нейтральними кольорами (білим, сірим, чорним), або такими, що мають різну світлоту та насиченість відтінками однієї чи іншої монохроматичної компоненти («дальтонічна лампа»); зір ніби стає «двокомпонентним».
Експериментально встановлено, що можна відтворити такий метамерний до денного світла світловий потік, що при освітленні ним лист паперу, що виглядав білим при денному освітленні, залишиться білим, а от лимон, що виглядав при денному освітленні яскраво-жовтим, виявиться червоним.

## Практичні застосування метамерії
Технічні системи реєстрації зображень, як цифрові, так і аналогові, переважно також є трьохстимульними (три шари емульсії фотоплівки, три типи комірок матриці цифрового фотоапарата чи сканера). Однак їхня метамерія відрізняється від метамерії людського зору. Тому кольори, що сприймаються оком як однакові, на фотографії можуть бути різними, і навпаки.
На метамерії базується відтворення кольору в поліграфії, фотографії, кіно, телебаченні, живописі. Завдяки ній із суміші різних за характеристиками спектрального поглинання наборів пігментів (або різних за спектром випромінювання наборів люмінофорів у випадку з телевізорами та моніторами) можуть бути складені кольори, що сприймаються оком як однакові.
У випадку з відбитим світлом чи світлом, що проходить через прозорі оригінали, виникнення відчуття однакового кольору при використанні різних наборів пігментів залежить від освітлення. Відбите чи прохідне світло частково поглинається пігментом, але остаточний спектр світла, яке сприймається оком, залежить не лише від характеристики пігменту, а й від характеристики джерела освітлення. Через це два предмети, що сприймаються однаковими при денному світлі, можуть розрізнятися на око при штучному освітленні.

### Методики для врахування явища метамерії
Принцип метамерії призводить і до того, що при монохроматичному підсвічуванні деякі кольори втрачають насиченість.
У поліграфії та промисловості розрахунок колірних відмінностей (дельта E) при метамерії, коли два кольори за одних умов освітлення можуть здаватися однаковими, а за інших — різними, може бути виконаний з допомогою спеціального математичного забезпечення. Програми дозволяють компенсувати спотворення зорового сприйняття від метамерії при розрахунках колірних відмінностей у таких системах координат: dE*CIELAB, dE FMCII, dE CMC, dE*94, dE*2000.